# ۱۶۴۵ (میلادی)
۱۶۴۵ (میلادی) هزار و ششصد و چهل و پنجمین سال تقویم میلادی است.

## زادگان
- ۱۶ اوت – ژان دو لا برویر، نویسنده فرانسوی (د. ۱۶۹۶)

## درگذشتگان
- ۱۳ ژوئن – میاموتو موساشی، نویسنده ژاپنی
- ۸ سپتامبر – فرانسیسکو د کبدو، نویسنده و شاعر اسپانیایی (ز. ۱۵۸۰)